# جائزة جنوب إفريقيا الكبرى 1963
جائزة جنوب أفريقيا الكبرى 1963 هو سباق فورمولا 1 أقيم بتاريخ 28 ديسمبر 1963 على حلبة الأمير جورج في جنوب أفريقيا. كان العاشر من أصل 10 في بطولة العالم لسباقات الفورمولا واحد موسم 1963. حلّ جيم كلارك أولا بينما حلّ دان جورني في المركز الثاني وحصل على المركز الثالث غراهام هيل.

## الترتيب النهائي
|         | الترتيب | السائق      | النقاط  |
| ------- | ------- | ----------- | ------- |
|         | 1       | جيم كلارك   | 54 (73) |
| 1       | 2       | غراهام هيل  | 29      |
| 1       | 3       | ريتشي جينثر | 29 (34) |
|         | 4       | جون سورتيس  | 22      |
| 2       | 5       | دان جورني   | 19      |
| المصدر: |         |             |         |